# Jasmine Abrams
Pour les articles homonymes, voir Abrams.
Jasmine Abrams, née le 14 mars 1994 à New York (États-Unis), est une athlète guyanienne spécialiste du sprint. Elle remporte une médaille de bronze aux Championnats d'Amérique du Sud 2021.

## Carrière
Elle est choisie pour représenter le Guyana aux Jeux olympiques d'été de 2020 où elle termine 7e de sa série du 100 m en 11 s 49, ne dépassant pas ce stade. Quelques semaines plus tard, elle remporte la médaille de bronze du Championnats d'Amérique du Sud.
En 2022, elle termine 7e de sa série du 100 m en 11 s 55 aux Championnats du monde.

## Famille
Elle est la sœur de l'athlète Aliyah Abrams.

## Palmarès
| Date | Compétition                    | Lieu      | Place | Epreuve | Temps   |
| ---- | ------------------------------ | --------- | ----- | ------- | ------- |
| 2021 | Championnats d'Amérique du Sud | Guayaquil | 3e    | 100 m   |         |
| 2023 | Jeux panaméricains             | Santiago  | 2e    | 100 m   | 11 s 52 |